# 볼프강 파울
볼프강 파울(독일어: Wolfgang Paul, 1913년 8월 10일 ~ 1993년 12월 7일)은 독일의 물리학자로 1989년 노벨 물리학상을 수상했다.
입자 물리학의 선구자로 여겨진 그는 1939년 베를린 대학교에서 교수자격을 얻고, 1944년 괴팅겐 대학교에서 교직을 시작하여 1952년까지 재직한다. 1952년 본 대학교로 가서 1981년까지 물리학장까지 지내며 학생들을 가르쳤다. 1964년부터 1967년까지 CERN의 물리연구소 소장이었으며, 1970년부터 1973년까지 DESY 소장을 지냈다. 1979년부터 10년여 알렉산데르 폰 훔볼트 재단의 회장을 맡았다.
그의 연구분야는 원자, 분자 방사광, 질량 분석기, 동위원소 분리, 물질의 전자산란, 방사생물학, 방사능 측정, 전자방사능 치료 등에 이른다. 1953년 질량분석기를 위한 파울 질량필터를 발명하였고 1989년 노먼 포스터 램지, 한스 게오르크 데멜트와 그의 이름을 딴 파울 트랩을 발명한 공로로 노벨 물리학상을 받는다.
그의 이름을 딴 볼프강 파울 장학금과 볼프강 파울상이 제정되어 수상되고 있으며 독일 본 대학교의 대강당은 그의 이름을 따 지어졌다. 그의 아들 슈테판 파울도 뮌헨 공과대학에서 실험물리학 교수로 있다.